# Мартинес, Эсперанса
Эсперанса Мартинес Лерида де Портильо (исп. Esperanza Martínez Lleida de Portillo; род. 26 апреля 1959, Асунсьон) — парагвайский врач и политик. С 2013 года она была национальным сенатором от Партии гражданского участия, участницы левой коалиции Фронт Гуасу.
Ранее она была министром здравоохранения и социального обеспечения с августа 2008 по июнь 2012 года, при администрации Фернандо Луго.

## Биография

### Семья
Её отец, фармацевт Бенито Мартинес Сильверо, был членом Революционной фебреристской партии и лидером футбольного клуба «Гуарани». Её мать, Мерседес Лерида, была испанской иммигранткой, переехавшей в Парагвай после того, как осталась сиротой.
Она замужем за психиатром Карлосом Портильо Эскивелем и является матерью троих детей.

### Образование
В 1977 году окончила Парагвайско-Бразильскую экспериментальную школу, как лучшая выпускница своего класса.
Она продолжила обучение на факультете медицинских наук Национального университета Асунсьона, где в 1984 году получила степень доктора медицины и хирургии.
Затем последовала медицинская ординатура с 1984 по 1989 год, одновременно Мартинес работала ассистентом кафедры медицинской семиологии.
Продолжила обучение в аспирантуре, получив звание специалиста по общественному здравоохранению в Католическом университете Лёвена в 1991 году и звание специалиста по кадровой политике в области здравоохранения в Национальной школе общественного здравоохранения Фонда Освалду Круса в 1992 году.

## Политическая деятельность

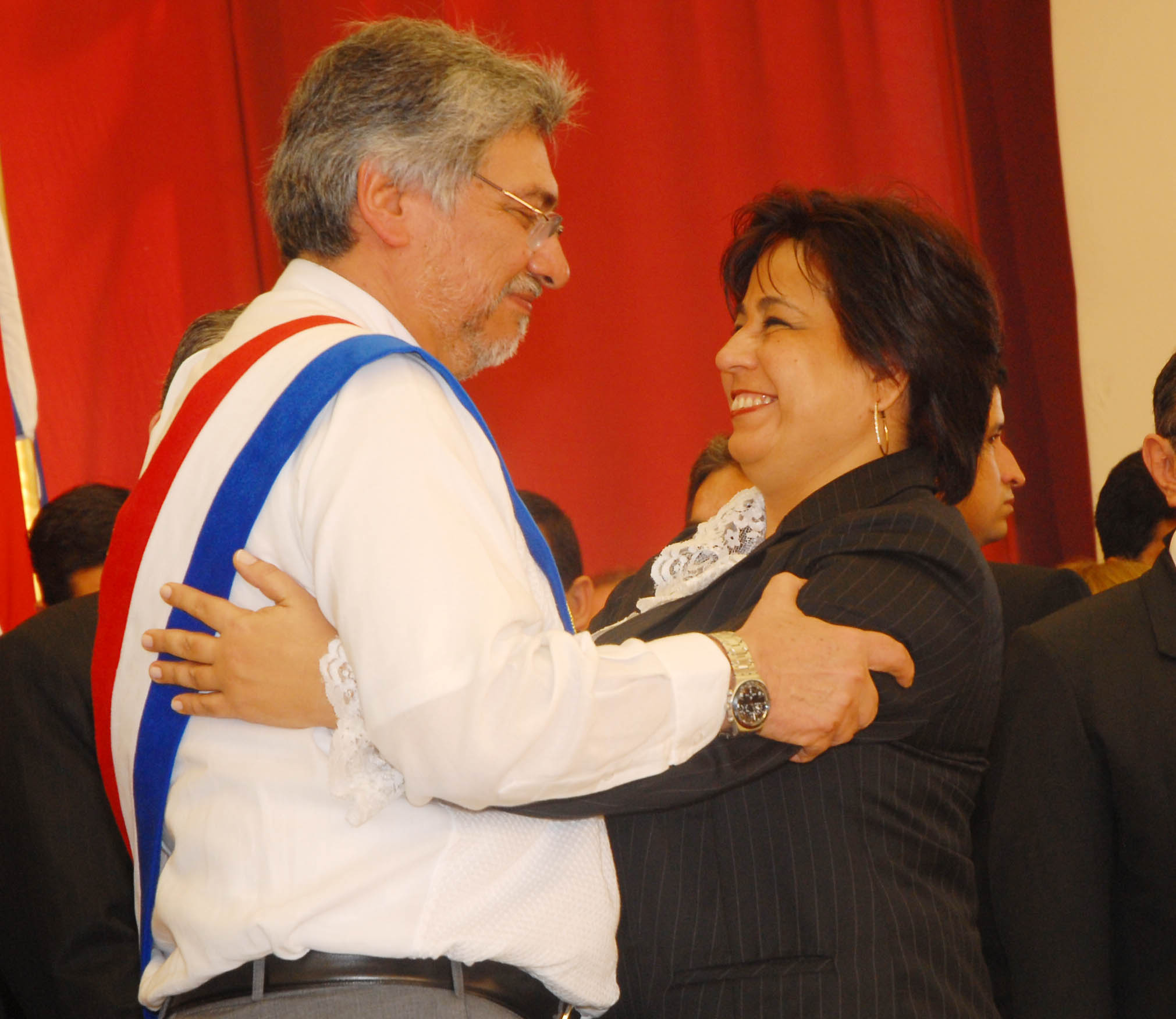
Фернандо Луго и Эсперанса Мартинес, 2008 год.

Во время учёбы Эсперанса Мартинес активно участвовала в работе Студенческого центра медицинского факультета Национального университета Асунсьона. Эта студенческая организация сыграла важную роль в сопротивлении диктаторскому режиму Альфредо Стресснера.
Она была среди основателей Ассоциации врачей Hospital de Clínicas. Кроме того, она избиралась президентом Парагвайского кружка врачей на два срока подряд: в 1998—1999 и 2000—2001 годах.

### Министр здравоохранения и социального обеспечения (2008—2012)
В 2008 году, после 60 лет правления партии Колорадо, пост президента занял левый кандидат Фернандо Луго, который назначил Мартинеса министром здравоохранения и социального обеспечения.
В декабре 2009 года Постановлением № 1074 установила бесплатное предоставление всех услуг, предоставляемых в центрах помощи, что никогда ранее не применялось в Парагвае.
За время её пребывания на посту министра здравоохранения была реализована стратегия первичной медико-санитарной помощи путём создания более 700 семейных медицинских пунктов по всей территории Парагвая, что обеспечивалр доступ к медицинским услугам для более чем 2 500 000 человек.
Количество коек в отделениях интенсивной терапии было увеличено в четыре раза, благодаря чему интенсивная терапия могла быть оказана более чем 12 тысяч людей одновременно и совершенно бесплатно. Закупочная цена кислорода снизилась на 90 %. Количество трансплантаций, выполненных в Центрах государственной помощи за два года управления (154), сопоставимо со сделанными за последние три десятилетия.
Впервые в Министерстве здравоохранения и социальной защиты населения проводились массовые общественные конкурсы заслуг и способностей, позволяющие стабильно интегрировать более 9 тысяч чиновников, в основном служащих.
На международном уровне в 2009 году она была избрана президентом Руководящего совета Панамериканской организации здравоохранения, а в 2012 году — вице-президентом 65-й Ассамблеи Всемирной организации здравоохранения (ВОЗ).

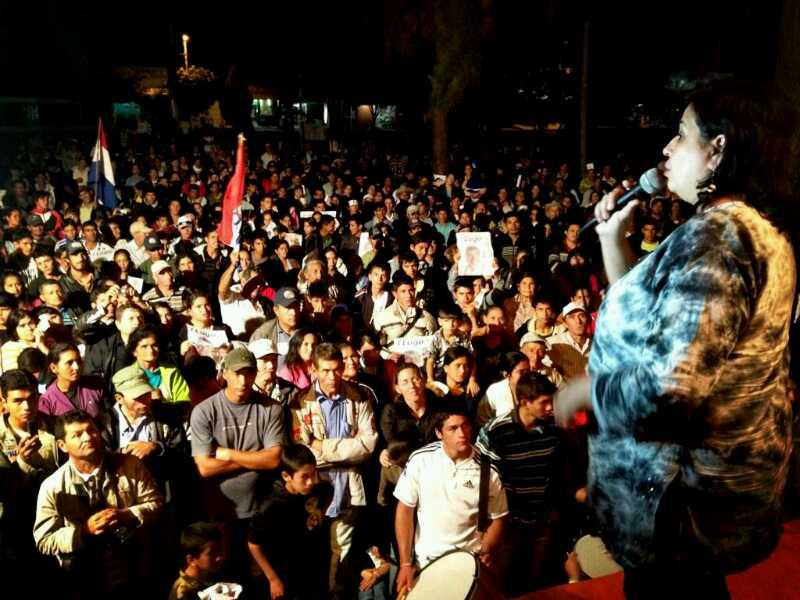
Мартинес выступает с речью, 2012 год.

В 2011 году официально присоединилась к социалистической Партии гражданского участия (партия-основательница Фронта Гуасу).
22 июня 2012 года подала в отставку в знак протеста против отстранения президента Фернандо Луго посредством импичмента. Мартинес назвала это «парламентским переворотом» и посчитала, что он представляет собой «крах демократии».
Вместе с министром финансов Дионисио Борда она была единственной, кто занимал этот пост в течение всего срока полномочий Фернандо Луго, несколько раз выбираясь министром с лучшими показателями в кабинете министров.

### Всеобщие выборы 2013
В 2013 году Фронт Гуасу избрал её вице-президентом коалиции.
В контексте определения кандидатов на всеобщие выборы 2013 года Партия гражданского участия предложила Эсперансу Мартинес в качестве предварительного кандидата на пост президента республики от Фронта Гуасу.
С целью достижения консенсуса и сохранения единства между прогрессивными и левыми организациями, входившими в объединение, она отклонила свою кандидатуру и предложила себя в качестве посредника в этом процессе.
Наконец, она вошла в список кандидатов в Сенат от Фронта Гуасу.

### Национальный сенатор (с 2013)

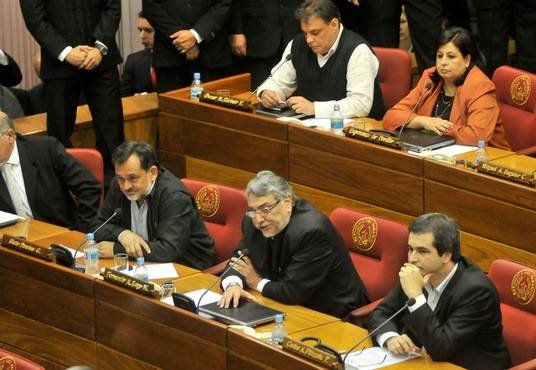
Скамья фронта Гуасу в Сенате, 2015 год.

На выборах 2013 года избирательный список Фронта Гуасу в Сенат получил 238 313 голосов, что позволило ему получить пять мест в Верхней палате и стать третьей политической силой в стране. Мартинес вступила в должность сенатора 31 июня того же года.
Как парламентарий, она занимала пост президента Консультативной комиссии по общественному здравоохранению и социальному обеспечению с 2014 года по настоящее время и вице-президента Комиссии по образованию и культуре с 2014 года по настоящее время. Кроме того, она является членом двухпалатной бюджетной комиссии.
За первые три года своего пребывания в должности она совместно с другими сенаторами представил 49 законопроектов по различным темам. Среди прочего, отстаивала либерализацию законодательства по абортам, в том числе пыталась помочь десятилетней девочке, забеременневшей вследствие изнасилования приёмным отцом.
В 2016 году она была избрана президентом Фронта Гуасу и занимает эту должность по сей день.
Она переизбиралась в 2018 и 2023 годах, оставшись единственным сенатором от Фронта Гуасу.